# Рогово (Андреапольский район)
Рогово — деревня в Андреапольском муниципальном округе Тверской области России.

## География
Деревня расположена к юго-востоку от города Андреаполь, расстояние до центра — 1,8 километров. Находится на левом берегу Западной Двины, к югу от деревни Новое Село.

## История
До 2019 года деревня входила в состав упразднённого в настоящее время Андреапольского сельского поселения.

## Население
| 2002 | 2010 |
| ---- | ---- |
| 207  | ↘184 |

Национальный состав
Согласно результатам переписи 2002 года, в национальной структуре населения русские составляли 93 % от жителей.